# Colpochila nitida
Colpochila nitida är en skalbaggsart som beskrevs av Britton 1986. Colpochila nitida ingår i släktet Colpochila och familjen Melolonthidae. Inga underarter finns listade i Catalogue of Life.